# Balanerpeton woodi
Il balanerpeton (Balanerpeton woodi Milner & Sequeira, 1994) era un piccolo anfibio ora estinto appartenente all'ordine dei temnospondili. Visse alla fine del Carbonifero inferiore (circa 330 milioni di anni fa), e i suoi resti fossili sono stati rinvenuti in Scozia, nel giacimento di East Kirkton.

## Descrizione
Il corpo di questo anfibio era relativamente corto e compatto, con una lunga coda e brevi arti. Il cranio possedeva grandi narici esterne e un orecchio dotato di membrana timpanica e una struttura simile a un bastoncino. La morfologia di questa struttura suggerisce che il balanerpeton fosse in grado di sentire suoni aerei ad alta frequenza. Questo piccolo anfibio era sprovvisto di linea laterale; ciò indicherebbe uno stile di vita maggiormente terrestre rispetto a quello di molti anfibi coevi. Le costole piccole e diritte, invece, hanno portato gli studiosi a ritenere che il balanerpeton non respirasse attraverso una espansione del volume del petto, ma si limitasse a inghiottire l'aria attraverso la bocca.

## Fossili e classificazione
Scoperto dal paleontologo dilettante Stan Wood, il balanerpeton è conosciuto attraverso una moltitudine di resti fossili provenienti dal giacimento di East Kirkton In questa località, il balanerpeton risulta essere il tetrapode più comune. Generalmente questo animale viene considerato come uno dei più antichi temnospondili, un grande gruppo di anfibi che dominarono per decine di milioni di anni gli ambienti di acqua dolce. In particolare, analogie sono state riscontrate con il ben noto Dendrerpeton, più recente di qualche milione di anni.